# U Nu
U Nu (birmanisch နု၊ ဦး, früher Thakin Nu, * 25. Mai 1907 in Wakema, Irawadi-Division, Britisch-Indien; † 14. Februar 1995 in Rangun) war ein myanmarischer Politiker.
U Nu besuchte die Universität von Rangun, wo er 1929 seinen ersten Abschluss machte. Erneut studierte er ab 1934 Rechtswissenschaften. In dieser Zeit war er auch Führer des nationalen Studentenbunds und schloss sich der Thakin-Bewegung an, die sich seit den 1920er Jahren durch Zivilen Ungehorsam gegen die Kolonialmacht aufzulehnen begann. Thakin („Meister“, „Herr“) war die Anrede, die Birmanen gegenüber den Engländern zu verwenden hatten.
Er wurde Mitglied der We Burmans Association und gehörte mit Aung San, Ne Win, Bohmu Aung und Kyaw Zaw zu den Thirty Comrades, die zur militärischen Ausbildung nach Japan gingen. Wegen seiner Beteiligung am Unabhängigkeitskampf der damaligen britischen Kolonie Birma wurde er 1940 von den Briten inhaftiert und kam erst 1942 im Zuge der japanischen Okkupation Birmas wieder frei.

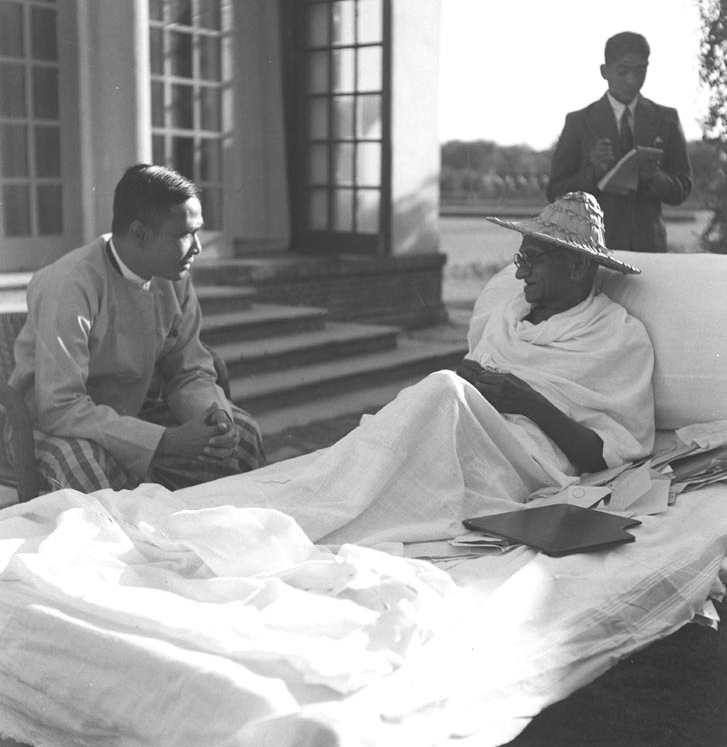
U Nu (links) besuchte am 4. Dezember 1947 M. Gandhi in Delhi.

Nach der Ermordung Aung Sans übernahm er von 1947 bis 1948 die Leitung der nationalistischen Anti-Fascist People’s Freedom League (AFPFL). Nachdem die Unabhängigkeit des Landes erreicht war, war er von 1948 bis 1956 und von 1957 bis 1958 Premierminister.
Während dieser Zeit kämpfte das Land mit diversen Problemen, wie den bedeutenden Zerstörungen durch den Zweiten Weltkrieg, der grassierenden Korruption, der Invasion der Kuomintang im Norden des Landes und dem Aufbegehren von Warlords und Opiumbanden in den abgelegenen Landesteilen.
U Nus Entscheidung, den Buddhismus zur Staatsreligion zu erheben, schürte weitere Konflikte mit den christlichen Minderheiten.
1958 wurde U Nu auf Grund dieser Missstände von General Ne Win gedrängt, zu Gunsten einer Militärregierung zurückzutreten. Nachdem er das Amt des Regierungschefs bei der Parlamentswahl 1960 zurückgewinnen konnte, wurde er 1962 durch den Staatsstreich Ne Wins entmachtet und für fünf Jahre inhaftiert. Nach seiner Haftentlassung 1967 hatte er, von seinem früheren Kameraden Ne Win weiter respektiert, kurz einen Posten in einem Beratungsgremium der Regierung inne und forderte die Wiedereinsetzung seiner gewählten Regierung und bot Ne Win im Gegenzug an, seine Reputation durch die Wahl zum repräsentativen Präsidenten des Landes wiederherzustellen. Ne Win zeigte jedoch keine Kompromissbereitschaft, da er die Regierung zu Gunsten des Landes zu Recht übernommen habe, worauf U Nu ins Exil nach Thailand ging, später in die USA und nach Indien. Seine Bemühungen um die Organisation einer Widerstandsbewegung waren nicht von Erfolg gekrönt, seine National United Liberation Front (NULF) bestand bis 1973 in Birma und in Teilen im Grenzgebiet von Thailand bis 1978. 
1980 kehrte U Nu auf Einladung Ne Wins, ausgestattet mit einer Amnestie, nach Birma zurück, wo er sich aber in der Folgezeit nicht politisch aktiv zeigte, sondern sich einige Zeit einer buddhistischen Bruderschaft anschloss. Erst während der Volkserhebung im August 1988 erschien er wieder als Anführer oppositioneller Kräfte. Als letzter legitimer Regierungschef beabsichtige er, nach 26 Jahren wieder Premierminister zu werden, und suchte die Unterstützung Aung San Suu Kyis, der Tochter Aung Sans, die jedoch ablehnte und stattdessen Wahlen forderte; ihre Haltung wird heute als großer taktischer Fehler angesehen, da die neue Militärführung unter Saw Maung nur einen Monat später die Wirren nutzte, um die Macht erneut jahrzehntelang zu übernehmen. Da U Nu mehreren Aufforderungen, seine Regierung aufzulösen, nicht nachkam, wurde er unter Hausarrest gestellt. Aufgrund seiner Verdienste für den Freiheitskampf Myanmars verzichtete der Staatsrat für Wiederherstellung von Recht und Ordnung auf eine Anklage wegen Hochverrats. Als am 23. April 1992 Than Shwe Saw Maung zum Rücktritt zwang und die Militärregierung übernahm, wurde U Nu freigelassen. Bis zu seinem Tod 1995 war er kaum noch öffentlich aktiv.